# Peter Mikuš
Peter Mikuš (* 10. Januar 1985 in Trenčín, Tschechoslowakei) ist ein slowakischer Eishockeyspieler, der seit Mai 2021 beim HK Spartak Dubnica in der zweitklassigen Slovenská hokejová liga unter Vertrag steht.

## Karriere
Peter Mikuš begann seine Karriere als Eishockeyspieler in seiner Heimatstadt in der Nachwuchsabteilung des HC Dukla Trenčín, für dessen Profimannschaft er von 2003 bis 2009 in der slowakischen Extraliga aktiv war. In diesem Zeitraum kam der Verteidiger zudem für die zweite Mannschaft von Dukla Trenčín sowie den ŠHK 37 Piešťany und HK 95 Považská Bystrica in der zweitklassigen 1. Liga zum Einsatz. Die Saison 2009/10 verbrachte er bei Trenčíns Ligarivalen HC Košice, mit dem er auf Anhieb Slowakischer Meister wurde.
Zur Saison 2010/11 wurde Mikuš von Neftechimik Nischnekamsk aus der Kontinentalen Hockey-Liga verpflichtet, wurde aber Ende November 2010 wieder entlassen. Eine Woche später wurde er vom BK Mladá Boleslav aus der tschechischen Extraliga verpflichtet, mit dem er am Saisonende den Klassenerhalt in der Relegation erreichte. Zur Saison 2011/12 wechselte er innerhalb der tschechischen Extraliga zum HC České Budějovice, für den er bis 2013 aktiv war. Anschließend wurde die Lizenz des Klubs verkauft und Mikuš wechselte mit der Lizenz zum Mountfield HK.
2015 kehrte er in die Slowakei zurück und spielte abermals für Trenčín und Košice, anschließend für den HC 05 Banská Bystrica und MHsK Žilina. Eine weitere Station war der tschechische Klub VHK Vsetín in der Saison 2018/19 sowie zwei Jahre beim HC Nové Zámky in der slowakischen Extraliga. Seit Mai 2021 steht Mikuš beim HK Spartak Dubnica in der zweitklassigen Slovenská hokejová liga unter Vertrag.

### International
Für die Slowakei nahm Mikuš an der U20-Junioren-Weltmeisterschaft 2005 teil. Dabei bereitete er in sechs Spielen zwei Tore vor.

## Erfolge und Auszeichnungen
- 2010 Slowakischer Meister mit dem HC Košice
- 2010 All-Star Team der slowakischen Extraliga

## Statistik
(Stand: Ende der Saison 2022/23)